# Local de testes nucleares de Punggye-ri
Imagem de satélite do local em 2013
O local de testes nucleares de Punggye-ri (hangul: 풍계리 핵 실험장; hanja: 豊溪里核實驗場 ) foi o único local de testes nucleares conhecido da Coreia do Norte. Os testes nucleares foram realizados no local em outubro de 2006, maio de 2009, fevereiro de 2013, janeiro de 2016, setembro de 2016 e setembro de 2017.

## Geografia
O local foi implantado no início dos anos 2000 e tem três entradas de túnel visíveis. Está em localizado em uma área montanhosa do condado de Kilchu, província de Hamgyong do Norte, cerca de 2 km (1.2 mi) ao sul de Mantapsan, 2 km (1.2 mi) a oeste do campo de concentração de Hwasong e 12 km (7.5 mi) a noroeste da aldeia Punggye-ri. O assentamento mais próximo do local de testes nucleares é Chik-tong, um pequeno povoado localizado em 41° 15′ 59″ N, 129° 05′ 53″ L. Sungjibaegam é um assentamento localizado a 24 km (15 mi) do tremor do teste de 2013. A estação de trem de Punggye-ri localiza-se em 41° 07′ 54″ N, 129° 09′ 48″ L.

## História
Em janeiro de 2013, o Google Maps foi atualizado para incluir vários locais na Coreia do Norte. Em 8 de abril de 2013, foi relatado que a Coreia do Sul havia observado atividade em Punggye-ri, sugerindo que um quarto teste nuclear estava sendo preparado, mas o teste não ocorreu antes de janeiro de 2016.
Em 6 de janeiro de 2016, a mídia estatal norte-coreana anunciou que um quarto teste nuclear havia sido realizado com sucesso no local, utilizando uma bomba de hidrogênio. Imagens de satélite capturadas para monitorar o local pelo site 38 North entre janeiro e abril de 2017 sugeriram que um sexto teste nuclear estava sendo preparado no local. A bomba foi detonada em 3 de setembro de 2017.
Segundo fontes, as pessoas do local de testes nucleares de Punggye-ri foram proibidas de entrar em Pyongyang desde o teste devido à possibilidade de estarem contaminadas com radiação. Segundo relato de desertores, cerca de 80% das árvores morreram e todos os poços subterrâneos do local secaram após o sexto teste nuclear.
Nos dias 3 e 23 de setembro de 2017, foram detectados sismos com magnitudes de 4,1 e 3,6, respectivamente, que parecem ter sido causados devido ao colapso dos túneis. Um estudo de 17 de outubro de 2017 publicado pelo Instituto EUA-Coreia da Universidade Johns Hopkins sugeriu que o teste mais recente havia causado "danos substanciais à rede de túneis existentes sob o Monte Mantap".
Em 30 de outubro de 2017, em depoimento perante o parlamento sul-coreano, o diretor da Administração Meteorológica da Coreia do Sul alertou que "novos testes em Punggye-ri poderiam causar o colapso da montanha e liberar radioatividade no meio ambiente". Da mesma forma, os cientistas chineses alertaram que se a montanha desmoronasse, a precipitação nuclear poderia espalhar-se por "um hemisfério inteiro".
Em 1 de novembro de 2017, a estação de TV japonesa TV Asahi informou que, de acordo com relatos não confirmados, vários túneis desabaram no local de teste em 10 de outubro de 2017. Um colapso inicial teria matado 100 trabalhadores, com outros 100 socorristas mortos em um segundo colapso.
Em 20 de abril de 2018, o governo norte-coreano anunciou que iria suspender os testes nucleares e encerrar o local de testes nucleares de Punggye-ri.
Em 14 de maio de 2018, notícias da imprensa sugeriram que imagens de satélite mostravam trabalhos em curso para o desmantelamento de instalações no local. O líder e Comandante Supremo da Coreia do Norte, Kim Jong-un, determinou como data para a cerimônia de encerramento de Punggye-ri os dias 23 a 25 de maio de 2018. O governo da Coreia do Norte permitiu que alguns jornalistas internacionais (mas nenhum da Coreia do Sul) observassem a cerimónia de encerramento. Notavelmente ausentes estavam especialistas ou inspetores que pudessem estudar o local de teste de perto.
Em 24 de Maio de 2018, jornalistas estrangeiros relataram que os túneis no local de testes nucleares de Punggye-ri tinham sido destruídos pelo governo norte-coreano, numa medida para reduzir as tensões regionais.
No entanto, apesar das entradas dos túneis terem sido demolidas, os próprios túneis não foram destruídos e os túneis que nunca foram utilizados em testes não fizeram parte da demolição pública. Além disso, a maioria das instalações administrativas e de apoio ao longo do complexo de 17 km de Punggye-ri não foram demolidas, e atividades de manutenção foram observadas em 25 de novembro de 2020.
David Albright, do Instituto de Ciência e Segurança Internacional, observou:

A ação da Coréia do Norte é melhor que uma paralisação e representa a desativação do local. No entanto, como acontece com muitas medidas de desativação, a Coreia do Norte provavelmente poderá retomar os testes no local após algumas semanas ou meses de trabalho. Embora seja improvável que a montanha principal seja utilizável, outras montanhas próximas poderiam ser usadas. E duas das entradas (números 3 e 4, usando a nomenclatura norte coreana) estavam aparentemente intactos e utilizáveis para novas explosões nucleares antes das etapas de desmantelamento realizadas.
Observadores notaram que o local foi reabilitado no início de 2022 para possíveis testes de ogivas nucleares de mísseis de cruzeiro no final do ano. Os Estados Unidos, a Coreia do Sul e o Japão declararam em 26 de outubro de 2022 que a Coreia do Norte receberia uma resposta "esmagadora, decisiva" e "sem paralelo" das três nações se os testes fossem renovados.

### Observações internacionais
Em 31 de outubro de 2018, Kim Min-ki, um legislador do Partido Democrata, no poder na Coreia do Sul, afirmou que o agora extinto Punggye-ri estava entre outros locais de testes nucleares e de mísseis que foram observados por funcionários do Serviço Nacional de Inteligência da Coreia do Sul e que foi estavam prontos para inspeção internacional planejada.